# Seerapalli
Seerapalli es una ciudad y nagar Panchayat situada en el distrito de Namakkal en el estado de Tamil Nadu (India). Su población es de 12403 habitantes (2011). Se encuentra a 35 km de Namakkal y a 25 km de Salem.

## Demografía
Según el censo de 2011 la población de Seerapalli era de 12403 habitantes, de los cuales 6250 eran hombres y 6153 eran mujeres. Seerapalli tiene una tasa media de alfabetización del 73,50%, inferior a la media estatal del 80,09%: la alfabetización masculina es del 80,69%, y la alfabetización femenina del 66,25%.